# 駒形町 (豊橋市)
駒形町（こまがたちょう）は、愛知県豊橋市の地名。

## 地理
豊橋市南西部に位置する。東は城山町・一色町、西は神野新田町・大山町、南は磯辺下地町・松井町、北は中野町・王ヶ崎町に接する。

### 字一覧
- 海中（かいちゅう）[WEB 5]
- 上沢（かみさわ）[WEB 5]
- 駒郷（こまごう）[WEB 5]
- 坂口（さかぐち）[WEB 5]
- 下田（しもだ）[WEB 5]
- 中欠下（なかがけした）[WEB 5]
- 退松（のけまつ）[WEB 5]
- 広島（ひろしま）[WEB 5]
- 丸山（まるやま）[WEB 5]
- 道南（みちみなみ）[WEB 5]
- 南欠下（みなみがけした）[WEB 5]
- 山崎（やまざき）[WEB 5]

## 歴史

### 人口の変遷
国勢調査による人口および世帯数の推移。
| 1995年（平成7年）  | 188世帯 687人 |  |
| 2000年（平成12年） | 208世帯 729人 |  |
| 2005年（平成17年） | 198世帯 687人 |  |
| 2010年（平成22年） | 217世帯 678人 |  |
| 2015年（平成27年） | 221世帯 654人 |  |

### 沿革
- 1932年（昭和7年） - 渥美郡高師村大字磯辺の一部により、豊橋市駒形町として成立[2]。

## 交通
- 愛知県道豊橋田原線[1]

## 施設
- 豊橋市立南陽中学校[1]
- 豊橋市立磯辺小学校[1]
- 磯辺校区市民館[1]
- 磯辺保育園[1]
- 本宮神社[1]

### WEB
1. ↑  “愛知県豊橋市の町丁・字一覧”.   人口統計ラボ. 2023年4月13日閲覧。
2. ↑  総務省統計局 (2017年1月27日). “平成27年国勢調査の調査結果(e-Stat) - 男女別人口及び世帯数 －町丁・字等” (CSV). 2021年7月21日閲覧。
3. ↑  “愛知県豊橋市の郵便番号一覧”.   日本郵便. 2023年4月13日閲覧。
4. ↑  “市外局番の一覧” (PDF).   総務省 (2022年3月1日). 2022年3月22日閲覧。
5. 1 2 3 4 5 6 7 8 9 10 11 12  “愛知県豊橋市 住所一覧から地図を検索”.   ONE COMPATH. 2023年8月17日閲覧。
6. ↑  総務省統計局 (2014年3月28日). “平成7年国勢調査の調査結果(e-Stat) - 男女別人口及び世帯数 －町丁・字等” (CSV). 2021年7月20日閲覧。
7. ↑  総務省統計局 (2014年5月30日). “平成12年国勢調査の調査結果(e-Stat) - 男女別人口及び世帯数 －町丁・字等” (CSV). 2021年7月20日閲覧。
8. ↑  総務省統計局 (2014年6月27日). “平成17年国勢調査の調査結果(e-Stat) - 男女別人口及び世帯数 －町丁・字等” (CSV). 2021年7月21日閲覧。
9. ↑  総務省統計局 (2012年1月20日). “平成22年国勢調査の調査結果(e-Stat) - 男女別人口及び世帯数 －町丁・字等” (CSV). 2021年7月21日閲覧。
10. ↑  総務省統計局 (2017年1月27日). “平成27年国勢調査の調査結果(e-Stat) - 男女別人口及び世帯数 －町丁・字等” (CSV). 2021年7月21日閲覧。

### 書籍
1. 1 2 3 4 5 6 7 8  「角川日本地名大辞典」編纂委員会 1989, p. 1787.
2. ↑  「角川日本地名大辞典」編纂委員会 1989, p. 469.